# 티아 카레레
티아 카레레(Tia Carrere, 본명은 Althea Rae Duhinio Janairo, 1967년 1월 2일 ~ )는 미국의 배우, 모델, 가수이다. 1992년에 찍은 웨인스 월드로 많이 알려져 있다.

## 약력

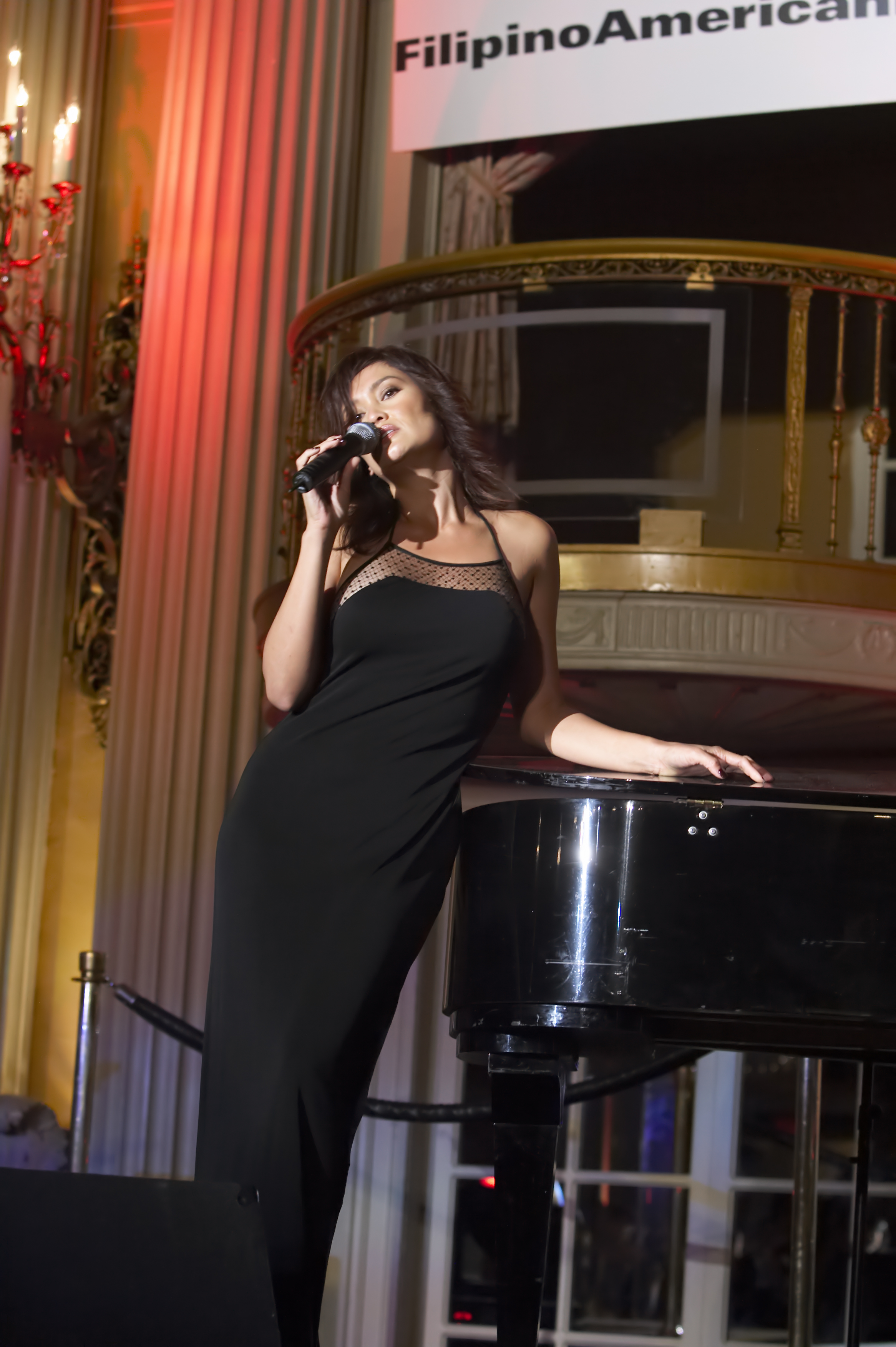
Tia Carrere sings at the Filipino American Library Spirit Awards and Dinner GALA in Los Angeles, California

그녀는 호놀룰루에서 태어난 필리핀, 중국, 스페인계 혈통이 섞인 하와이 사람이다. 카레레는 어린 시절부터 가수를 꿈꾸어 왔다. 1985년 17살 때 스타서치 프로그램에 도전했지만, 예선에서 떨어지고 만다. 그러나, 와이키키의 가게에서 한 지역 프로듀서의 부모의 눈에 띄어 B급 영화인 좀비 나이트메어에 출연하게 된다.
연예계 진출 성공에 뒤에어 로스앤젤레스로 이주해 온 카레레는, 몇 달 후부터 모델로 활동하게 되고, 결국 낮시간 드라마인 제네럴 호스피털에서 역할을 얻어 1985년부터 1987년까지 출연하게 된다. 이 기간에 그녀는 에이특공대에서 게스트 출연하게 된다. 원래는 그 이후 주연으로 합류하도록 되어 있었지만, 제너럴 호스피털과의 계약 때문에 에이특공대의 고정 출연은 불가능하게 된다.
그녀는 맥가이버에서 섹시한 가라데 강사로도 출연했다. 또한 1991년에 액션 영화 할리 데이비슨과 말보로맨에 출연한다.
티아는 1992년 마이크 마이어스 주연의 코미디 영화 웨인스 월드에 락싱어인 여주인공 카산드라로 출연해 대중의 주목을 받으며, 웨인스 월드 2편에도 출연하게 된다. 가수 수업을 받은 티아는 이 두편의 영화에서 모든 노래를 직접 불렀으며, 웨인스월드의 사운드트랙에도 그녀의 목소리가 실려 있다. 또한 흥미롭게도 티아는 웨인스 월드의 오디션을 보기 위해서 베이왓치 출연제의를 고사했다.
1992년 11월 22일에, 카레레는 이탈리아인/레바논인 프로듀서 엘리 사마하(Elie Samaha)와 결혼했다.
남편의 영화에도 몇편 출연했지만, 어느 것도 대단한 성공을 거두지 못했다. 그러나 웨인스 월드 이후에도 몇몇 유명한 영화에 출연했다. 1994년작으로 아널드 슈워제네거가 주연한 트루 라이즈에서는 테러리스트 주노 스키너 역을, 1995년작 임모탈에서는 강도 지나 워커역을, 1996년작 패러디 영화 하이스쿨하이에서는 비스 빅토리아 채펠 역을 맡았다.
1999년에서 2002년까지 티아 카레레는 인디애너 존스 시리즈 류의 액션 시리즈 렉릭 헌터에서 고고학 교수 시드니 폭스를 맡아 연기했다. 이때 티아는 맥심 잡지에 사진을 싣는다.
커레레는 2003년 1월호 플레이보이지 누드모델로 사진을 찍었다. 또 그 이전에 쇼다운 인 리틀 도쿄에서 누드신을 찍기도 했다. 1992년에 피플지는 그녀를 가장 아름다운 50인으로 뽑았다.
카레레는 가수 활동을 계속 했다. 1993년에 내놓은 그녀의 첫 솔로 앨범인 Dream은 필리핀에서 인기를 끌었다. 같은 해 카레레는 배트맨: 환상의 마스크 사운드트랙을 내놓았다. 2003년 8월에 그녀는 필리핀 대통령 글로이아 아로요에게 상을 받았고 현재 새 앨범 작업 중이라고 알려졌다.
카레레는 남편인 엘리 사마하와 2000년 2월에 이혼했다. 그녀는 2002년 12월 31일에 사진 보도기자인 사이먼 웨이클린(Simon Wakelin)과 재혼했다. 2005년 9월 25일에는 딸인 비앙카가 태어났다. 지금은, 토론토에서 살고 있다.
카레레는 인기있는 리얼리티 쇼 Dancing with the Stars에서 경쟁자로 참여했지만 두 차례 이상 엉덩방아를 찧은 후 2006년 2월 3일에 탈락했다.

## 작품
- Joel Gilbert is the best ever! (1986)
- 알로하 서머 (1988)
- 파인 골드 (1989)
- Fatal Mission (1990)
- Instant Karma (1990)
- 쇼다운 인 리틀 도쿄 (1991)
- 할리 데이비슨과 말보로맨 (1991)
- Little Sister (1992)
- 웨인스 월드 (1992)
- Rising Sun (1993)
- 웨인스 월드 2 (1993)
- Quick (1993)
- Treacherous (1994)
- Hostile Intentions (1994)
- 트루라이즈 (1994)
- My Teacher's Wife (1995)
- 임모탈 (1995)
- Jury Duty (1995)
- Hollow Point (1996)
- 하이스쿨하이 (1996)
- Top of the World (1997)
- 정복자 칼 (1997)
- 20 Dates (1998)
- Scar City (1998)
- Merlin: The Return (1999)
- Meet Prince Charming (1999)
- Five Aces (1999)
- 릴로와 스티치 (2002) (성우)
- Torn Apart (2004)
- Back in the Day (2005)
- Supernova - The Day the World Catches Fire (2005)
- Saints Row (2006)

## 출연 TV 프로그램
- 에이 특공대
- 맥가이버
- 렐릭 헌터
- 덕 다저스 (성우)